# Habbach
Die Ortslage Habbach (alte Schreibweise: Habic) gehört zur nordrhein-westfälischen Stadt Haan im Kreis Mettmann geht auf eine alte Hofschaft zurück. Habbach ist Teil des Ortsteils Gruiten.

## Lage
Die Hofschaft, auch Gut Habbach genannt, liegt im Osten Haans in der Nähe der Gemeindegrenze zu Wuppertal am Hahnenfuhrter Weg. Östlich der Ortslage liegt die Grube 7.
Benachbarte Ortslagen waren: Wald, Kalkofen, Jägerhof, Osterholz, Steinenhaus, Flachskamp, Diepenbeck, Hermgesberg, Hütte, Pelzers, Bäusenberg, Großdüssel, Postdüssel, Düsseler Mühle, Düsselersprung, Pütt, Lämmchen, Bruckerhöhe, Rosenbaum und Bäusenberger Busch.

## Geschichte
1832 gehörte Habbach zur Honschaft Schöller des ländlichen Außenbezirks der Gemeinde Schöller in der Bürgermeisterei Haan im Kreis Elberfeld. Laut der Statistik und Topographie des Regierungsbezirks Düsseldorf als Haus kategorisierte Ort wurde als Habbach bezeichnet und besaß zu dieser Zeit ein Wohnhaus und ein landwirtschaftliches Gebäude. Zu dieser Zeit lebten sechs Einwohner im Ort, davon alle evangelischen Glaubens.
Ende des 19. Jahrhunderts gehörte Habbach zur selbstständigen Gemeinde Gruiten.